# Drahoňův Újezd
Drahoňův Újezd é uma comuna checa localizada na região de Plzeň, distrito de Rokycany.